# Jerome Robinson
Jerome Robinson, né le 22 février 1997 à Raleigh en Caroline du Nord, est un joueur américain de basket-ball mesurant 1,93 m et évoluant au poste d'arrière pour le Saint-Quentin Basket-Ball.

## Biographie
Lors de la Draft 2018 de la NBA, il est sélectionné en 13e position par les Clippers de Los Angeles.
Le 6 février 2020, il est échangé aux Wizards de Washington dans un échange à trois franchises. Le 8 avril 2021, il est coupé.
Le 3 juillet 2024, il s'engage au SQBB.

## Records sur une rencontre en NBA
Les records personnels de Jerome Robinson en NBA sont les suivants, :
| Type de statistique        | Saison régulière | Saison régulière      | Saison régulière | Playoffs | Playoffs                   | Playoffs      |
| Type de statistique        | Record           | Adversaire            | Date             | Record   | Adversaire                 | Date          |
| -------------------------- | ---------------- | --------------------- | ---------------- | -------- | -------------------------- | ------------- |
| Points                     | 21               | Hawks d'Atlanta       | 16 novembre 2019 | 8        | Warriors de Golden State   | 26 avril 2019 |
| Paniers marqués            | 8                | Hawks d'Atlanta       | 16 novembre 2019 | 2        | 2 fois                     | 2 fois        |
| Paniers tentés             | 18               | Pacers de l'Indiana   | 3 août 2020      | 5        | 2 fois                     | 2 fois        |
| Paniers à 3 points réussis | 5                | Hawks d'Atlanta       | 16 novembre 2019 | 2        | Warriors de Golden State   | 26 avril 2019 |
| Paniers à 3 points tentés  | 10               | Pacers de l'Indiana   | 3 août 2020      | 5        | Warriors de Golden State   | 26 avril 2019 |
| Lancers francs réussis     | 7                | 76ers de Philadelphie | 5 août 2020      | 2        | 2 fois                     | 2 fois        |
| Lancers francs tentés      | 9                | 76ers de Philadelphie | 5 août 2020      | 2        | 2 fois                     | 2 fois        |
| Rebonds offensifs          | 2                | 2 fois                | 2 fois           | 1        | 2 fois                     | 2 fois        |
| Rebonds défensifs          | 9                | Bulls de Chicago      | 11 février 2020  | 2        | Warriors de Golden State   | 26 avril 2019 |
| Rebonds totaux             | 10               | 3 fois                | 3 fois           | 2        | 2 fois                     | 2 fois        |
| Passes décisives           | 7                | Bucks de Milwaukee    | 11 août 2020     | 3        | Warriors de Golden State   | 18 avril 2019 |
| Interceptions              | 5                | @ Pacers de l'Indiana | 7 février 2019   | 2        | Warriors de Golden State   | 21 avril 2019 |
| Contres                    | 2                | 4 fois                | 4 fois           | -        | -                          | -             |
| Balles perdues             | 5                | @ Jazz de l'Utah      | 30 octobre 2019  | 1        | @ Warriors de Golden State | 13 avril 2019 |
| Minutes jouées             | 36               | Hawks d'Atlanta       | 6 mars 2020      | 14       | Warriors de Golden State   | 26 avril 2019 |

- Double-double : 3
- Triple-double : 0

Dernière mise à jour : 28 novembre 2022

## Salaires
Les gains de Jerome Robinson en carrière sont les suivants :
| Saison      | Équipe                                        | Salaire     |
| ----------- | --------------------------------------------- | ----------- |
| 2018-2019   | Clippers de Los Angeles                       | 3 046 200 $ |
| 2019-2020   | Clippers de Los Angeles Wizards de Washington | 3 567 720 $ |
| Total Gains | Total Gains                                   | 6 613 920 $ |
| 2020-2021   | Wizards de Washington                         | 3 737 520 $ |
| 2021-2022   | Wizards de Washington                         | 5 340 916 $ |

- italique : option d'équipe